# Sphodromantis lineola pinguis
Sphodromantis lineola pinguis es una subespecie de mantis de la familia Mantidae.

## Distribución geográfica
Se encuentra en Angola, Camerún, Congo, Zambia,  República Centroafricana y Zimbabue.